# Le Carnaval des âmes
Pour les articles homonymes, voir Carnival of Souls.
Pour plus de détails, voir Fiche technique et Distribution.
Le Carnaval des âmes (Carnival of Souls) est un film fantastique américain réalisé par Herk Harvey, sorti en 1962.

## Synopsis
Sur une route du Kansas, Mary Henry est avec une autre jeune femme passagère d'une voiture conduite une troisième femme, quand deux jeunes hommes les défient à la course. Pendant la course, la voiture des trois jeunes femmes, sort de la route,  passe par-dessus la barrière d'un pont et tombe dans une rivière. Trois heures plus tard, alors que les policiers recherchent la voiture, Mary remonte miraculeusement à la surface, mais ne se souvient pas comment elle a survécu.
Mary déménage à Salt Lake City, où elle a été engagée comme organiste dans une église. Alors qu'elle conduit dans le désert, la radio de la voiture de Mary commence à jouer de l'orgue et « L'Homme », une figure fantomatique, lui apparaît. Elle s'arrête dans une station-service où un homme lui apprend que le pavillon qu'elle a aperçu sur les berges du Grand Lac Salé a hébergé des thermes, un dancing puis un carnaval avant de fermer.
Une fois arrivée en ville, Mary loue une chambre. Elle y rencontre la propriétaire, qui l'informe qu'elle a un colocataire. Mary va à l'église où elle a été engagée. Elle y rencontre le pasteur et joue de l'orgue pour la première fois. Mary décide d'aller voir le pavillon près du Lac, mais le pasteur lui dit qu'il est illégal d'y entrer.
Mary rentre dans sa chambre et y rencontre John, son colocataire, qui souhaite faire plus ample connaissance, malgré les remarques de Mary, qui dit qu'elle n'est pas intéressée. Cette nuit-là, Mary revoit L'Homme au rez-de-chaussée et, les jours suivants, commence à expérimenter des interludes lors desquelles elle devient invisible et inaudible au reste du monde, comme si elle n'était tout simplement pas là. L'Homme lui apparait brièvement dans un parc. Elle s'enfuit et tombe dans les bras du docteur Samuels qui, bien qu'il ne soit pas psychiatre, décide de l'aider.
Mary retourne jouer de l'orgue mais est emportée dans une transe mystique. Elle voit L'Homme et d'autres fantômes danser dans le pavillon. Le pasteur, qui a entendu l'étrange musique, accuse Mary d'hérésie et demande sa démission.
De peur d'être seule, Mary accepte de sortir avec John. Quand ils retournent dans leur chambre, John tente de convaincre Mary de rester avec elle, mais elle refuse. Il décide de tout de même la suivre. Mary aperçoit L'Homme dans sa chambre et avoue ce qui lui arrive avec John, qui part, ne la croyant pas.
Mary pense devoir retourner au pavillon, où elle est confrontée à L'Homme et à d'autres fantômes. Elle tente de s'échapper dans un bus, mais tous les passagers sont des fantômes.
Ce n'était qu'un cauchemar : elle se réveille dans sa voiture. Elle retourne au pavillon et voit les fantômes en train de danser, dont une version fantomatique d'elle-même en pleine danse avec L'Homme. Quand Mary tente de s'enfuir, les fantômes la pourchassent sur la plage. Elle s'évanouit alors qu'ils se ruent sur elle.
Le lendemain, le docteur Samuels, le pasteur et la police vont au pavillon, à la recherche de Mary. Ils trouvent ses empreintes dans le sable qui s'arrêtent brusquement. De retour au Kansas, la voiture de Mary est sortie de l'eau. Le corps de Mary, ainsi que ceux des deux autres jeunes femmes, s'y trouvent.

## Fiche technique
- Titre français : Le Carnaval des âmes
- Titre original : Carnival of Souls
- Réalisation : Herk Harvey
- Scénario : John Clifford
- Musique : Gene Moore
- Photographie : Maurice Prather
- Montage : Bill de Jarnette et Dan Palmquist
- Production : Herk Harvey
- Société de production : Harcourt Productions
- Durée : 84 min (director's cut)
- Date de sortie : 26 septembre 1962

## Distribution
- Candace Hilligoss : Mary Henry
- Frances Feist : Mme Thomas, la logeuse

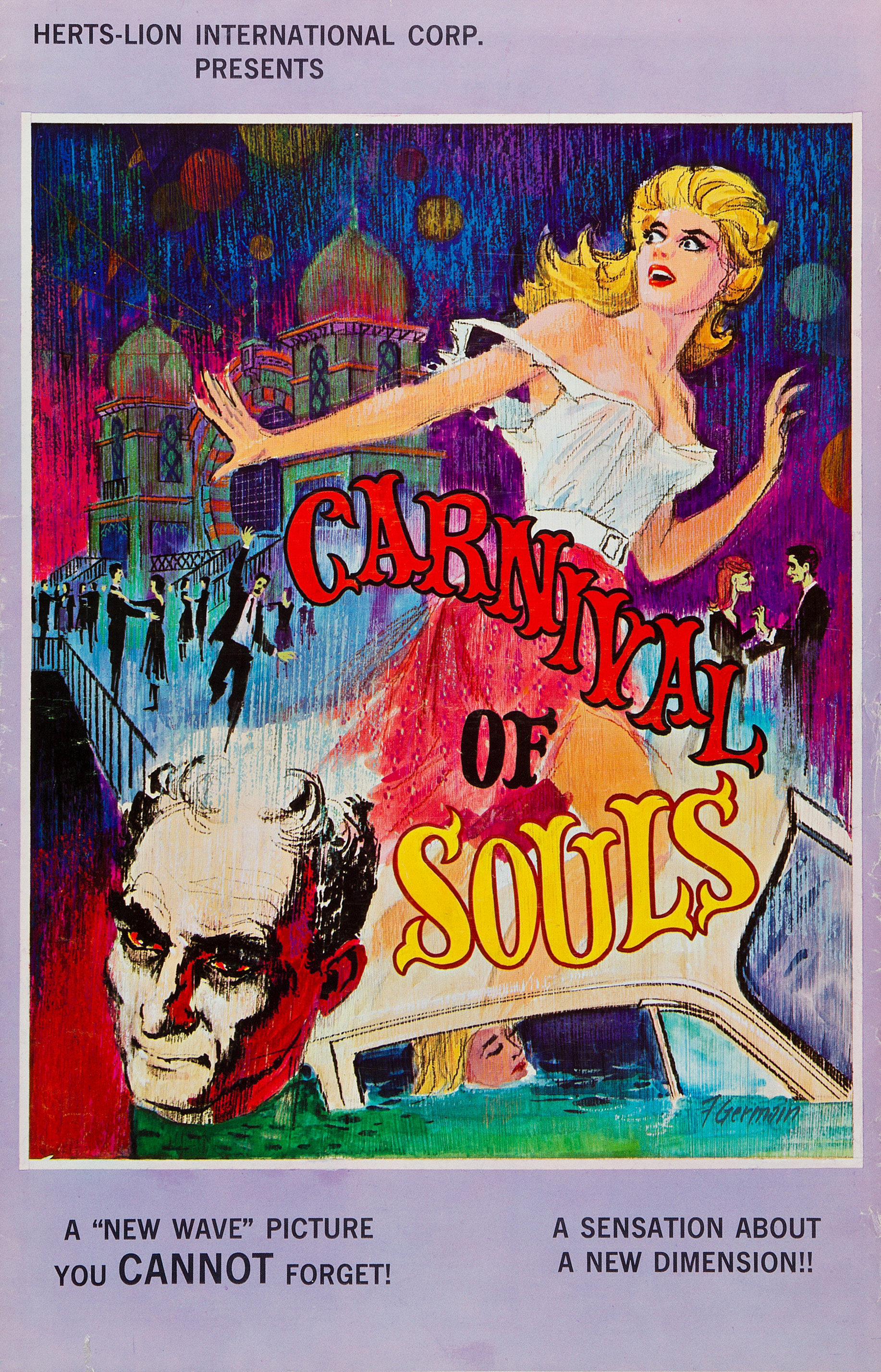
Dossier de presse pour le film.

- Sidney Berger : John Linden, le colocataire
- Art Ellison : Le pasteur
- Stan Levitt : Dr Samuels
- Tom McGinnis : Le patron de la fabrique d'orgues
- Forbes Caldwell : L'ouvrier de la fabrique d'orgues
- Dan Palmquist : L'employé de la station-service
- Bill de Jarnette : Le mécanicien
- Steve Boozer : Chip, l'homme au juke-box
- Pamela Ballard : La vendeuse de vêtements
- Sharon Scoville : Une amie de Mary dans la voiture
- Mary Ann Harris : Une amie de Mary dans la voiture
- Herk Harvey : L'homme inquiétant (non crédité)

## Autour du film
Le film est tourné en seulement trois semaines, pour un budget d'environ 30 000 dollars. Il marque les débuts à l'écran de l'actrice Candace Hilligoss qui ne tourne par la suite que dans un seul autre film, The Curse of the Living Corpse, deux ans plus tard.
La durée du film varie de 78 minutes (version initialement sortie en salles) à 91 minutes (montage original), le film étant coupé pour mieux satisfaire aux créneaux horaires de certains exploitants de salles de cinéma ou de drive-in.

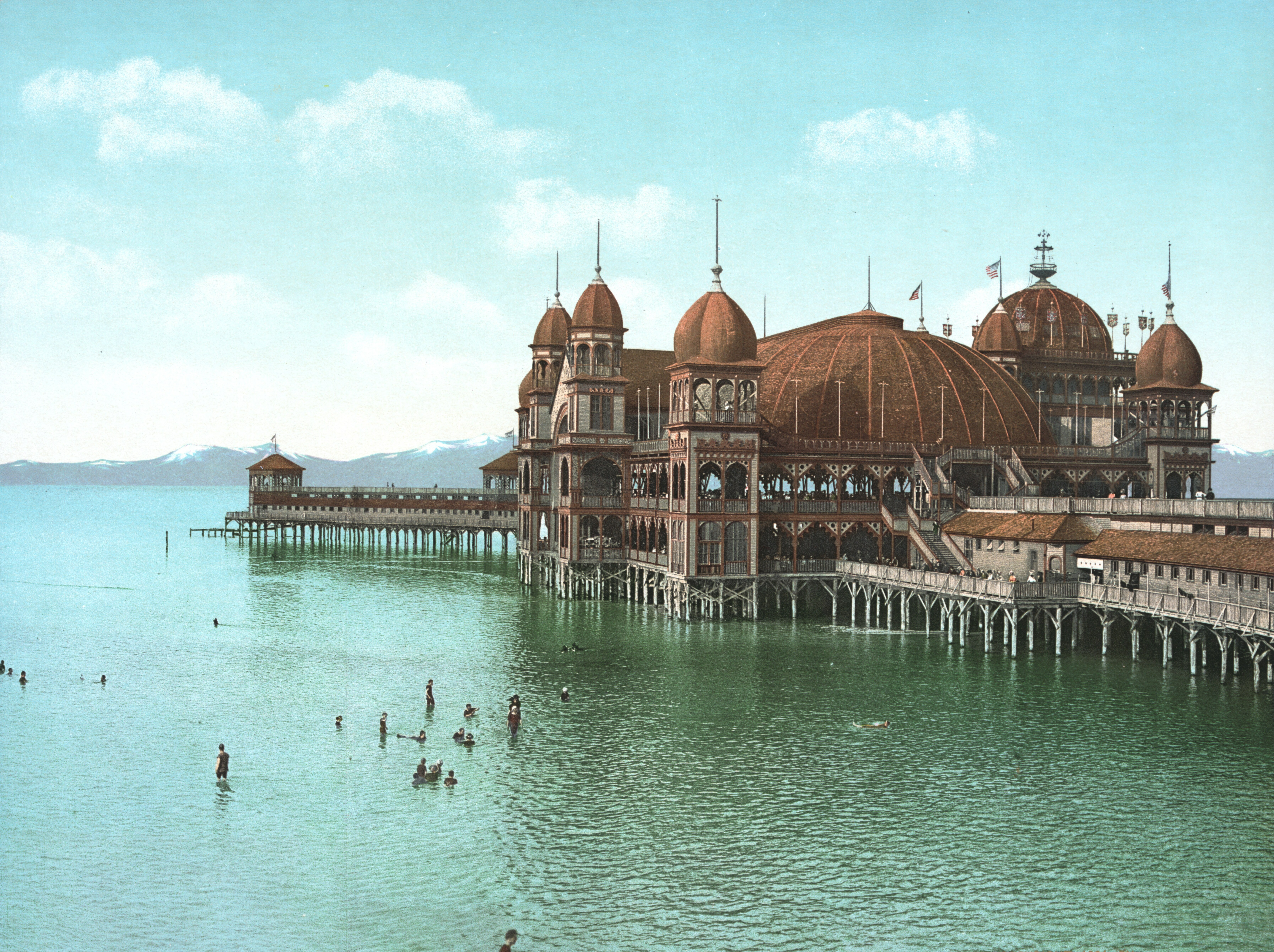
Le parc de loisirs Saltair en 1900.

L'idée du film vient à Herk Harvey en découvrant le parc de loisirs Saltair, près de Salt Lake City, et notamment une étrange salle de bal en plein air désaffectée. Ce parc devient le cadre d'un des lieux-clés du film. Il disparait dans un incendie au début des années 1970, puis est reconstruit (dans des dimensions plus modestes) au début des années 1980, mais est inondé peu après par une crue du Grand Lac Salé. Il est à nouveau reconstruit et rouvert en 1993 et sert désormais de cadre à des évènements musicaux.
Il existe une version colorisée du film, dans laquelle les zombies demeurent en noir et blanc.
Un remake du film est réalisé en 1998 par Adam Grossman et Ian Kessner, avec Bobbie Phillips dans le rôle principal. Ce remake n'a finalement que peu de points communs avec l'œuvre originale, essentiellement le nom du film et la révélation finale. Le remake, exploité sous le nom accrocheur de Wes Craven presents Carnival of Souls (le producteur Wes Craven est alors très en vogue grâce à son film Scream), reçoit des critiques négatives et sort directement en vidéo.
L'actrice Candace Hilligoss lance dès la fin des années 1980 l'idée d'une suite au film original. Le projet démarre en juin 1993 lorsque Candace rencontre le producteur Peter Soby et l'aide durant un an et demi à monter le projet. Mais ce dernier écarte ensuite Candace du projet à son insu, et c'est par la presse qu'elle apprend que Peter Soby commence le tournage d'un remake. Profondément déçue, se sentant abandonnée par ses amis d'antan (dont le réalisateur Herk Harvey, décédé entre-temps), elle refuse d'y faire un caméo.
Dans son analyse de L'Au-delà de Lucio Fulci, Lionel Grenier met en évidence les ressemblances thématiques et visuelles entre les deux œuvres ; des ressemblances d'autant plus troublantes que le film italien devait initialement se terminer dans un parc d'attraction peuplé de fantômes.
David Lynch et George A. Romero ont à diverses reprises cité le film comme une de leurs influences majeures, dont la trame rappelle l'épisode 16 : L'Auto-stoppeur (The Hitch-Hiker) de la saison 1 de la série américaine La Quatrième Dimension, diffusé deux ans auparavant en 1960.

## Galerie

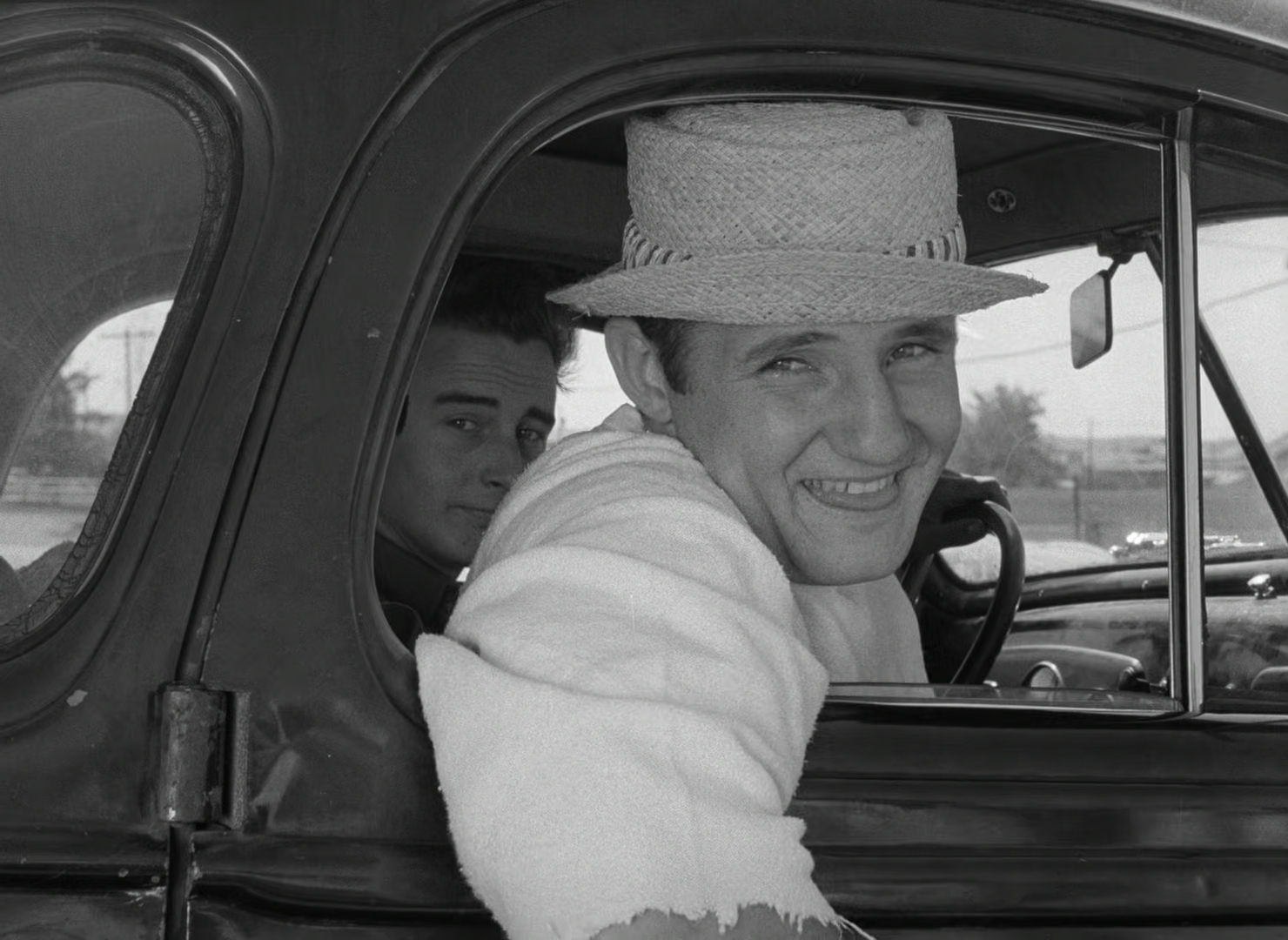
Un homme invite les trois jeunes femmes à une course de voitures improvisée…
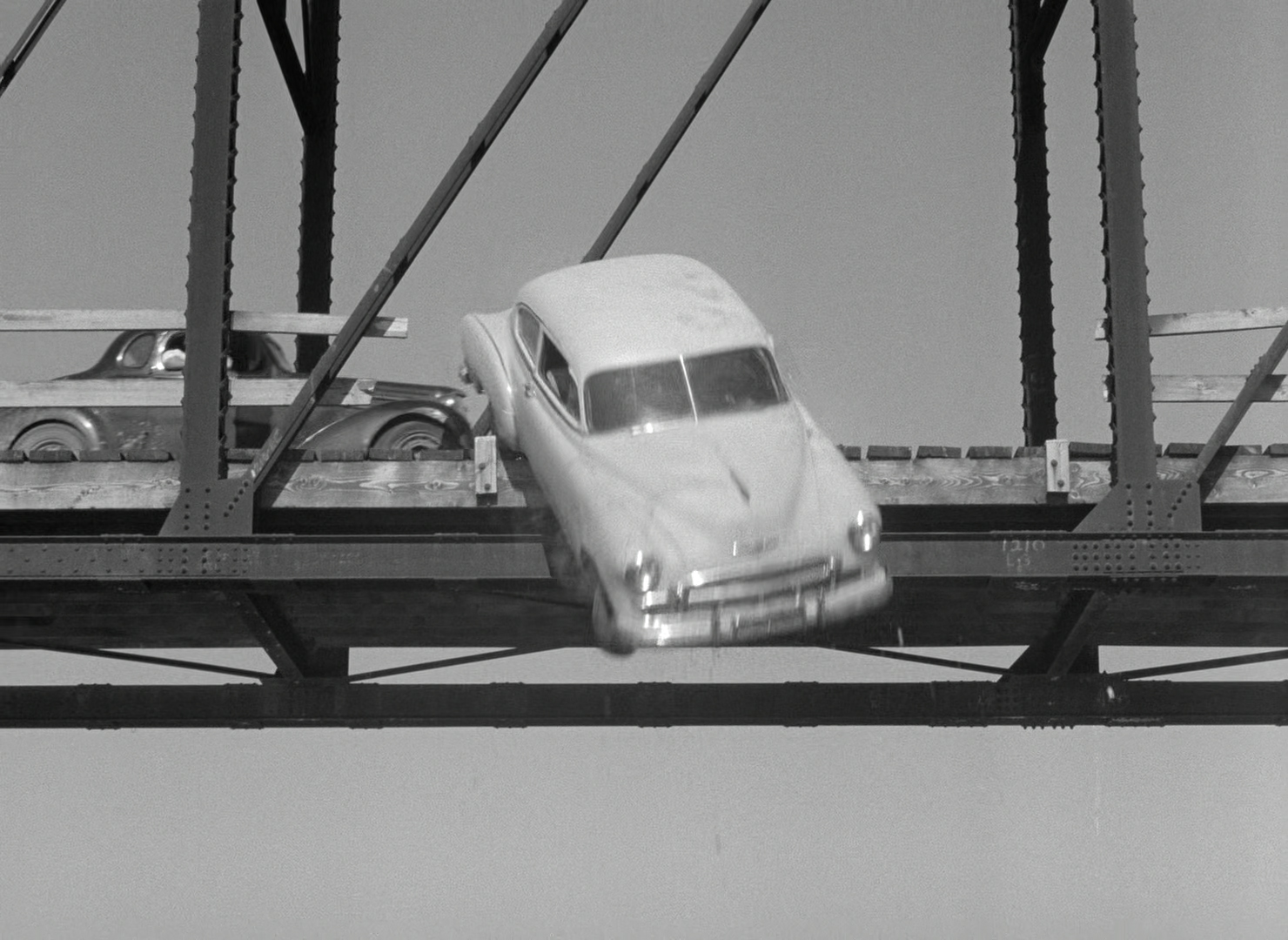
…qui se termine tragiquement, la voiture des femmes tombant d'un pont dans une rivière.
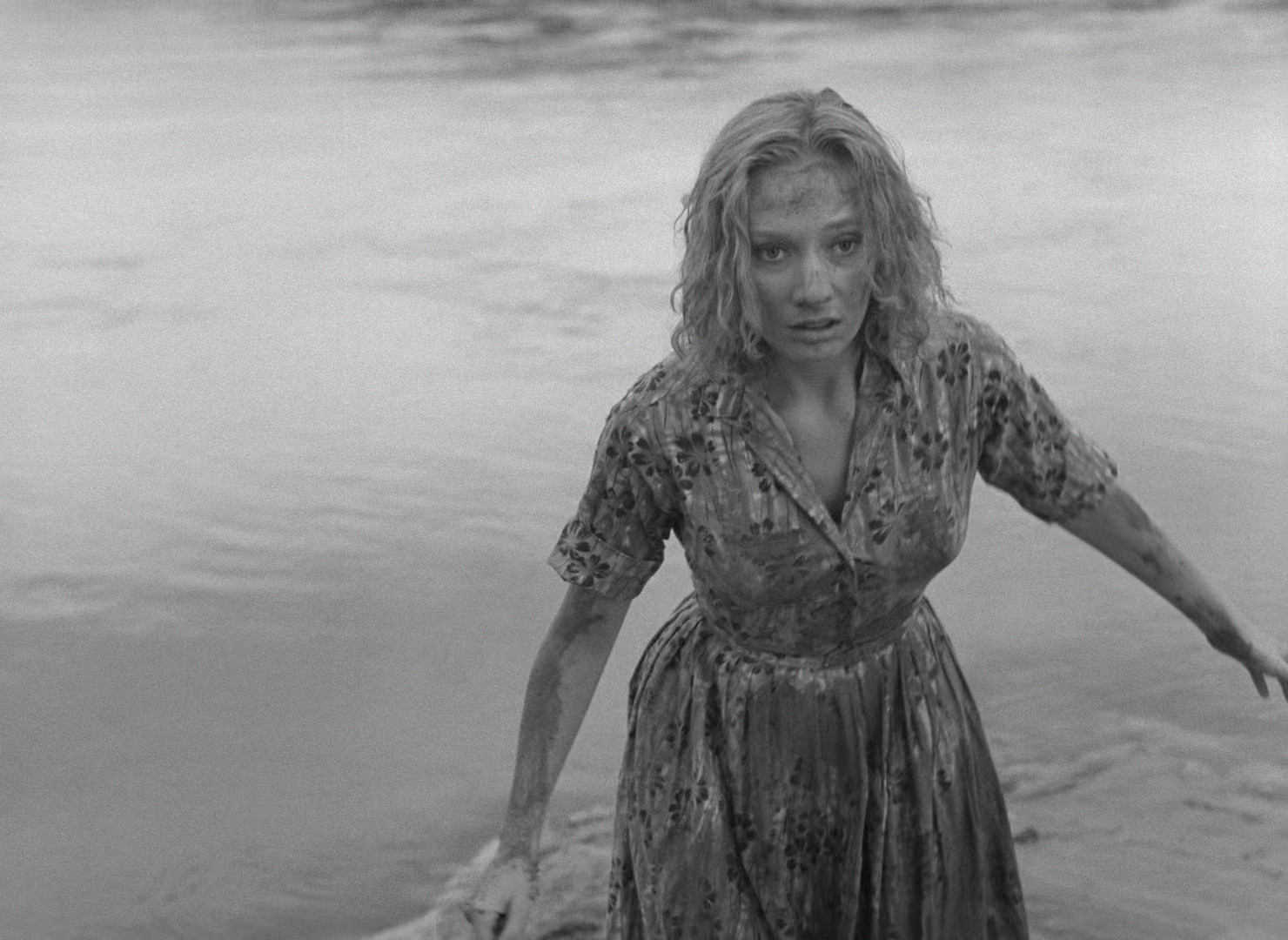
Seule rescapée, Mary sort de l'eau, recouverte de boue.
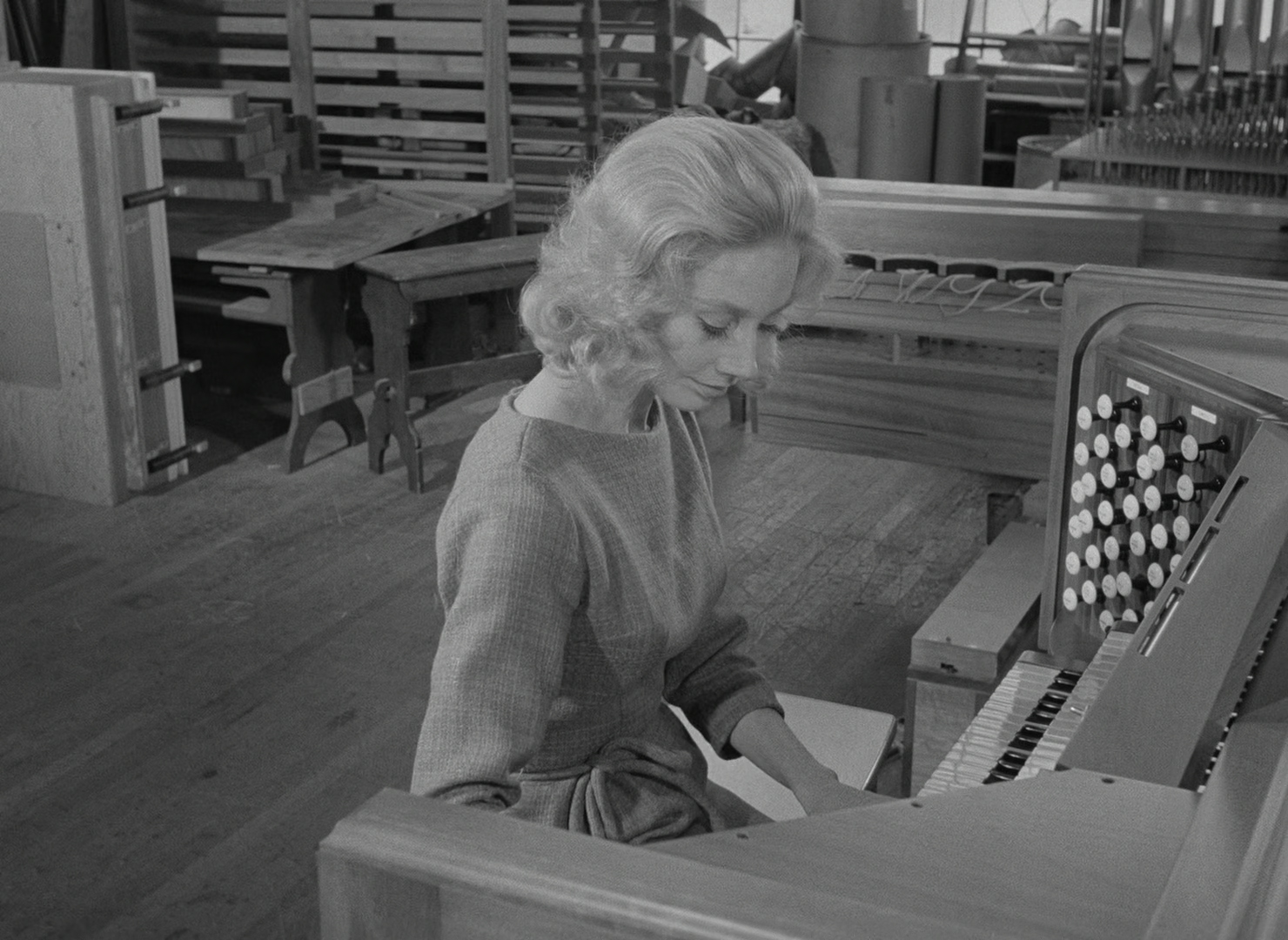
Mary est une organiste professionnelle, travaillant dans les églises.
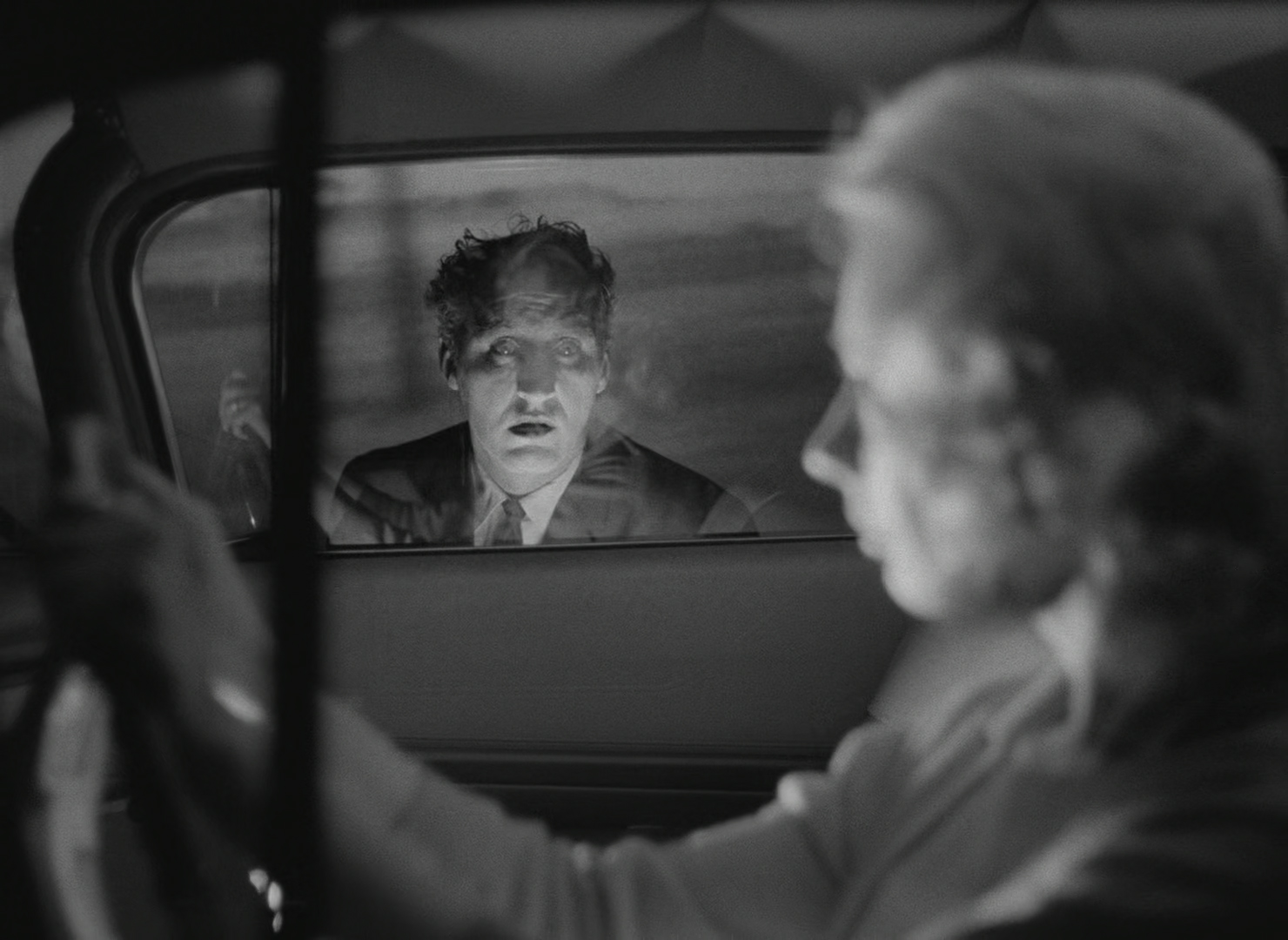
En route vers Salt Lake City, Mary a pour la première fois une étrange vision.
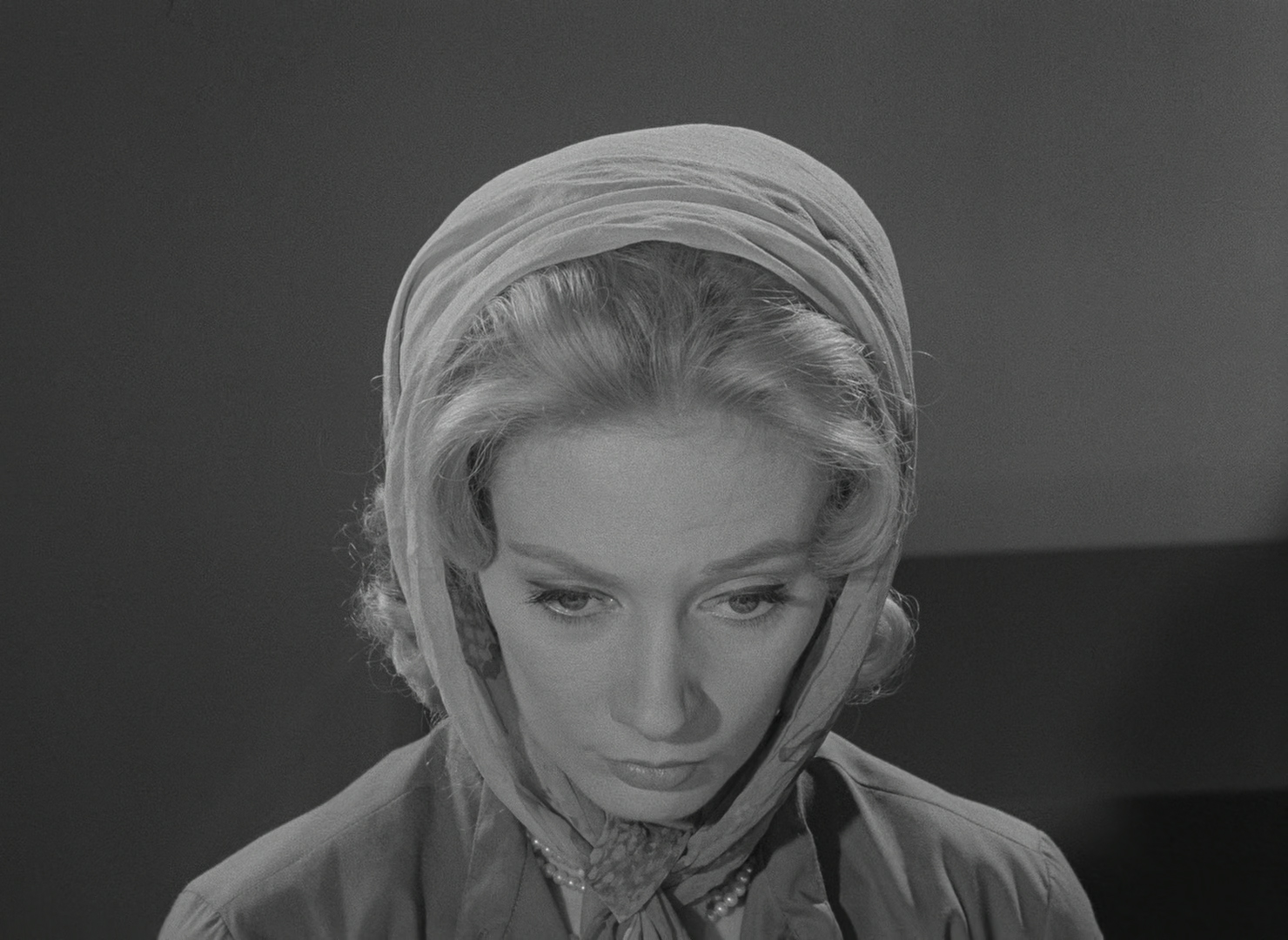
Mary découvre son nouvel instrument à l'église de Salt Lake City.
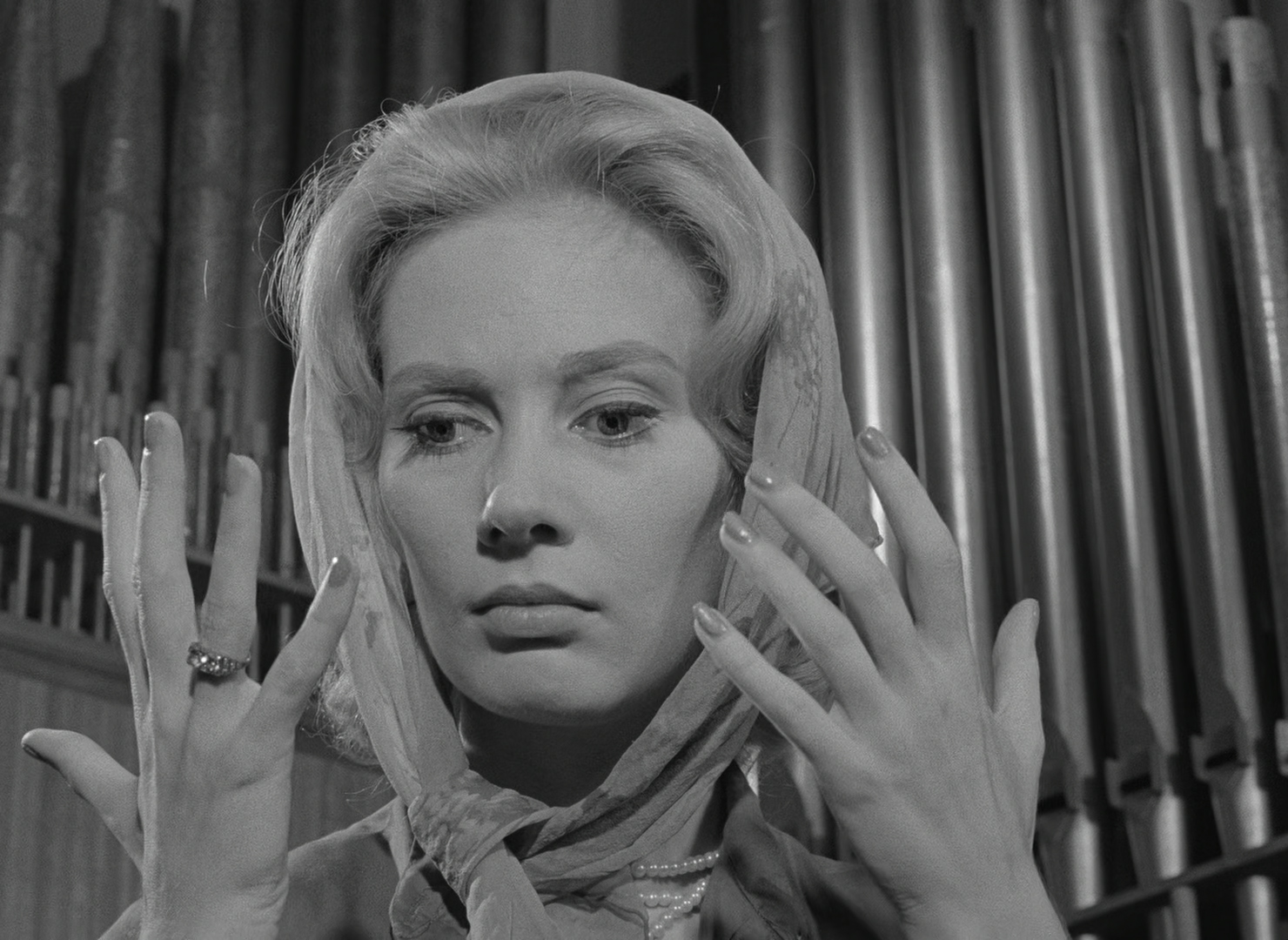
Les mains de Mary semblent se mouvoir toutes seules…
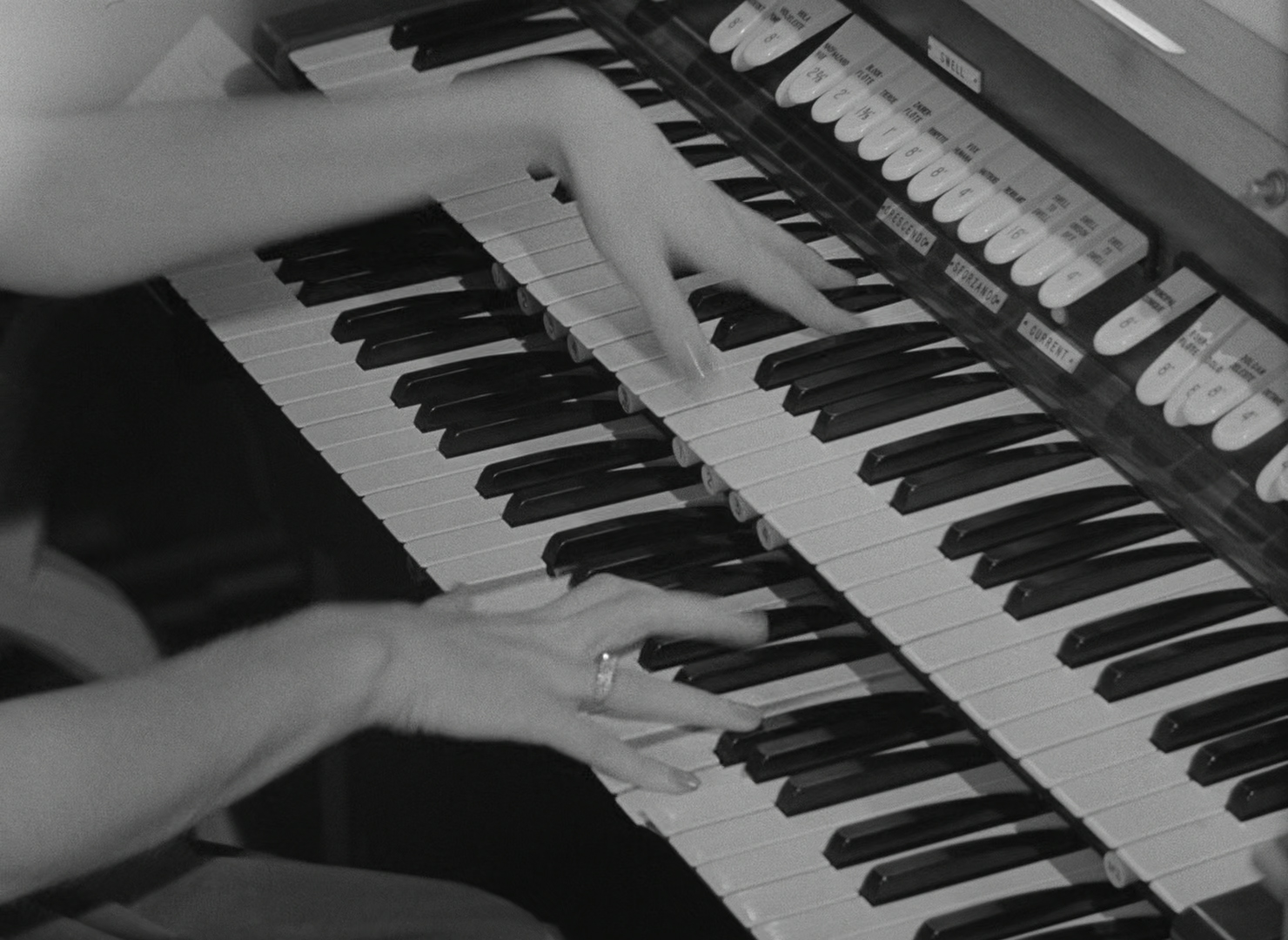
... alors que celle-ci entre en transe devant son orgue…
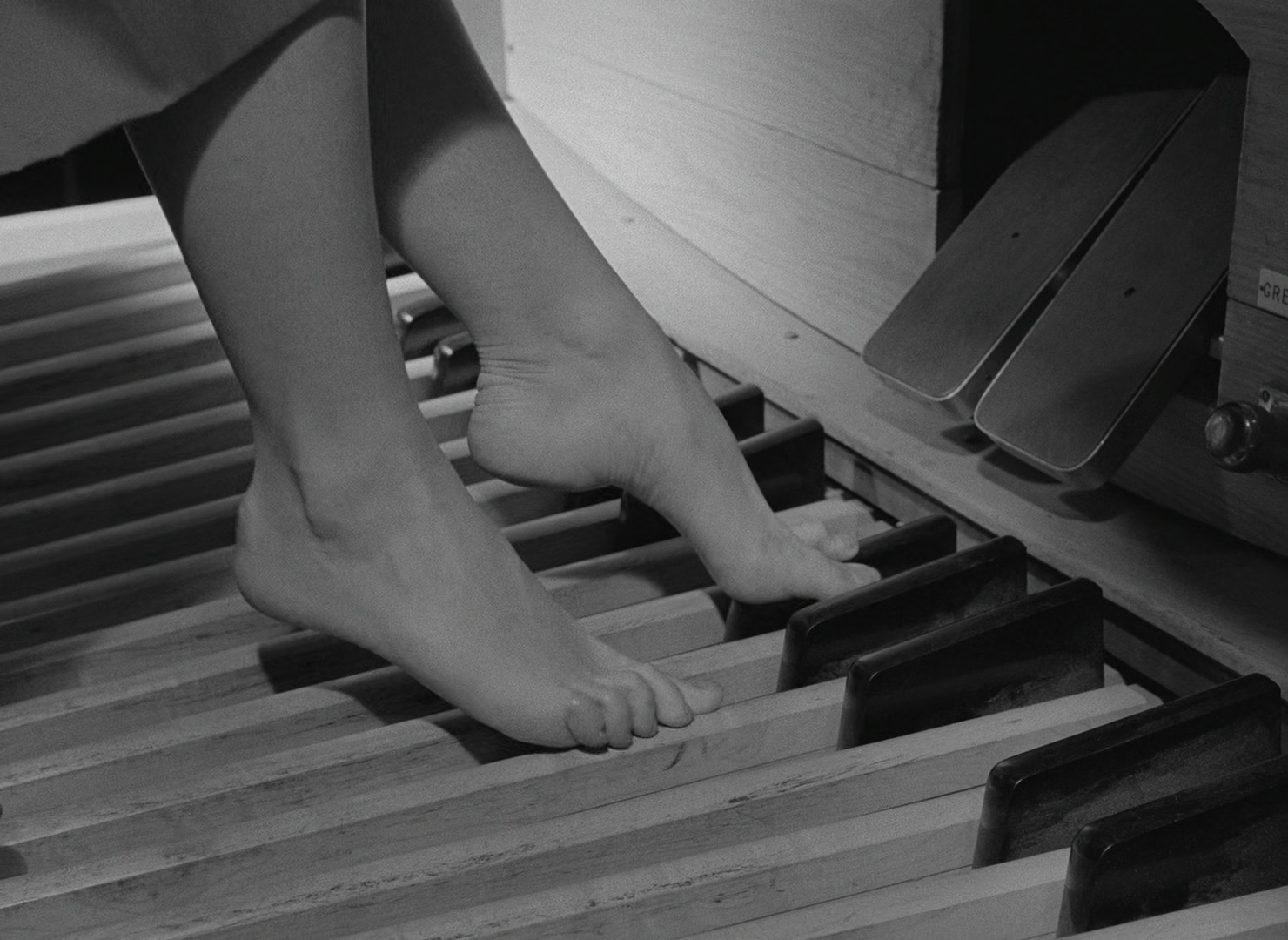
... et se met à interpréter de façon sensuelle une musique sacrilège.
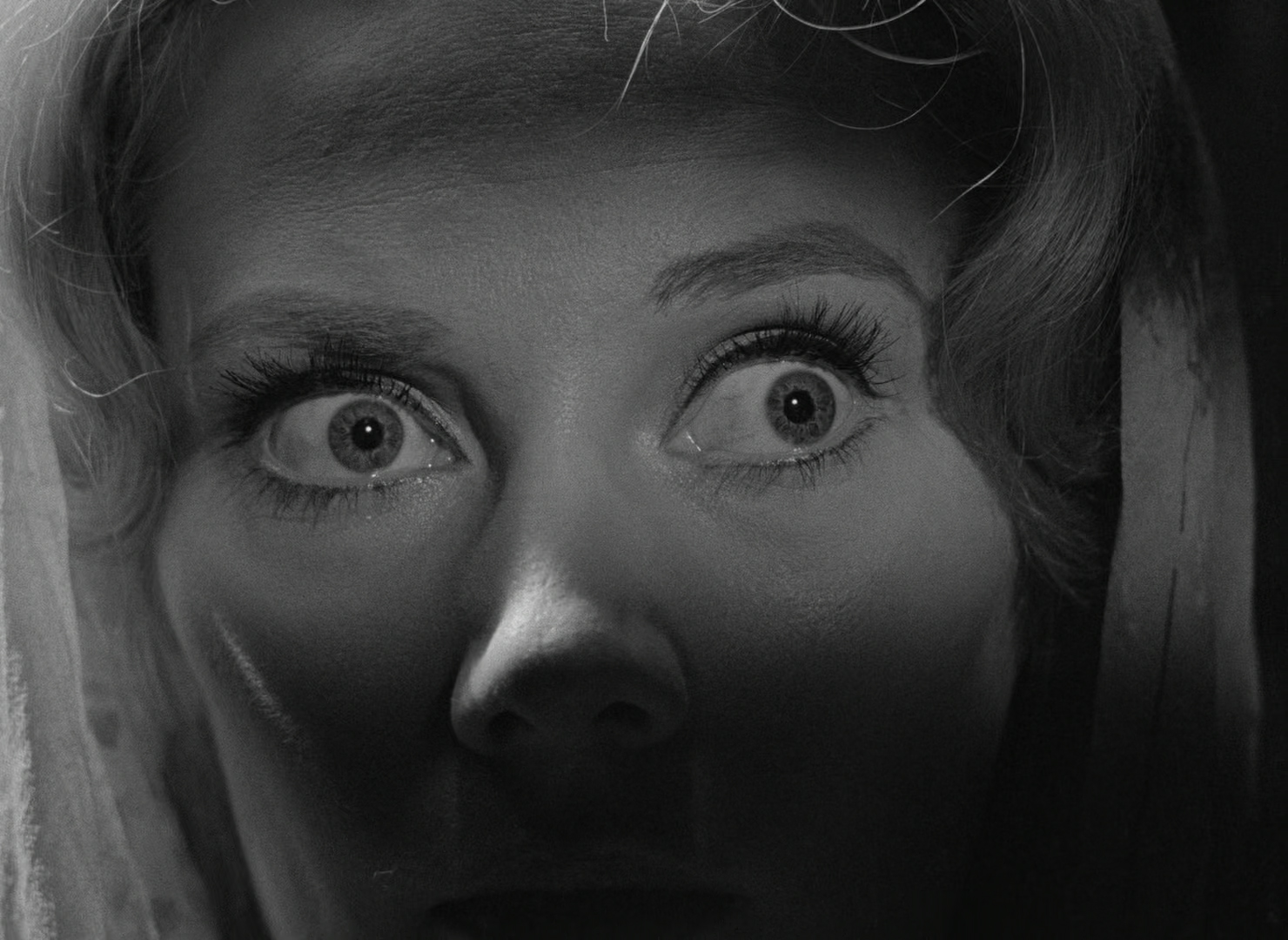
Mary est terrorisée par les évènements inexplicables qui surviennent dans sa vie.
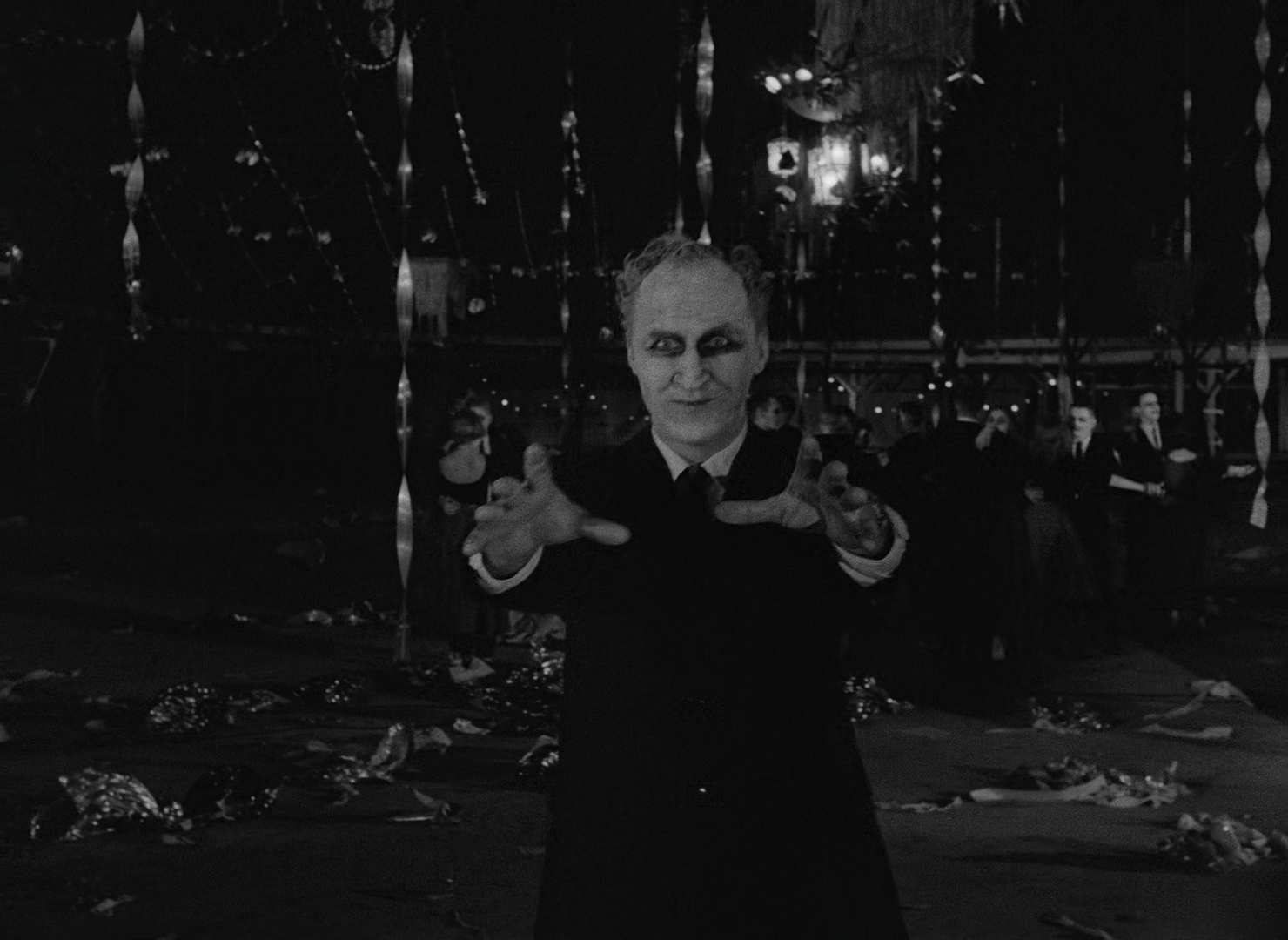
L'homme étrange devant une salle de bal non moins étrange !